# مایکل براون (بازیکن فوتبال، زاده ۱۹۷۷)
مایکل براون (انگلیسی: Michael Brown؛ زادهٔ ۲۵ ژانویهٔ ۱۹۷۷) ورزشکار اهل بریتانیا است.
از باشگاه‌هایی که در آن بازی کرده‌است می‌توان به منچستر سیتی، پورتسموث، و لیدز یونایتد، تاتنهام هاتسپر، شفیلد یونایتد، باشگاه فوتبال هارتل پول یونایتد، ویگان اتلتیک، باشگاه فوتبال فولام، باشگاه فوتبال پورت ویل، شفیلد یونایتد، پورتسموث، و تیم ملی فوتبال زیر ۲۱ سال انگلستان اشاره کرد.
وی همچنین در تیم زیر ۲۱ سال انگلستان بازی کرده‌است.